# Maladera siamensis
Maladera siamensis är en skalbaggsart som beskrevs av Anton Franz Nonfried 1891. Maladera siamensis ingår i släktet Maladera och familjen Melolonthidae. Inga underarter finns listade i Catalogue of Life.